# Communauté de communes du Pays de Vernoux
La communauté de communes du Pays de Vernoux est une ancienne communauté de communes française, située dans le département de l'Ardèche en région Auvergne-Rhône-Alpes.

## Historique
Elle est créée le 1er janvier 2010 ; l'intercommunalité comptait alors 3 192 habitants.
La loi no 2015-991 du 7 août 2015 portant nouvelle organisation territoriale de la République fixant le seuil minimal de population à 5 000 habitants, la structure intercommunale ne peut plus être maintenue en l'état. Le schéma départemental de coopération intercommunale de 2015 propose la fusion avec la communauté d'agglomération Privas Centre Ardèche.
Cette fusion accentuera la position de la communauté d'agglomération dont la population dépasse 40 000 habitants. De plus, les deux structures appartiennent à la même zone d'emploi et partagent le même SCOT « Centre Ardèche ».
Cette fusion est arrêtée en décembre 2016 et prend effet le 1er janvier 2017.

## Territoire communautaire

### Géographie
La communauté de communes du Pays de Vernoux est située au centre-nord du département de l'Ardèche. Elle est entourée par les communautés de communes Val'Eyrieux à l'ouest, du Pays de Lamastre au nord-ouest, Rhône-Crussol au nord-est, toutes trois relevant de l'arrondissement de Tournon-sur-Rhône et la communauté d'agglomération Privas Centre Ardèche au sud, dépendant de le arrondissement de Privas et n'ayant pas l'obligation de fusionner,.
Le territoire communautaire est desservi par deux axes secondaires départementaux :
- la D 21, reliant Nonières à l'ouest, Saint-Laurent-du-Pape et Beauchastel près de La Voulte-sur-Rhône ;
- la D 14, reliant la commune siège à Champis près de Saint-Péray, non loin de Valence.

La D 2, de moindre importance, assure la liaison avec la communauté d'agglomération de Privas.

### Composition
La communauté de communes était constituée des sept communes suivantes :
| Nom                         | Code Insee | Gentilé         | Superficie (km2) | Population (dernière pop. légale) | Densité (hab./km2) |
| --------------------------- | ---------- | --------------- | ---------------- | --------------------------------- | ------------------ |
| Vernoux-en-Vivarais (siège) | 07338      | Vernoussains    | 30,55            | 1 931 (2014)                      | 63                 |
| Châteauneuf-de-Vernoux      | 07060      |                 | 6,07             | 233 (2014)                        | 38                 |
| Gilhac-et-Bruzac            | 07094      | Pierregourdains | 30,94            | 171 (2014)                        | 5,5                |
| Saint-Apollinaire-de-Rias   | 07214      |                 | 8,34             | 188 (2014)                        | 23                 |
| Saint-Jean-Chambre          | 07244      |                 | 15,26            | 276 (2014)                        | 18                 |
| Saint-Julien-le-Roux        | 07257      |                 | 8,64             | 99 (2014)                         | 11                 |
| Silhac                      | 07314      |                 | 22,71            | 363 (2014)                        | 16                 |

### Démographie
| 1968  | 1975  | 1982  | 1990  | 1999  | 2008  | 2013  |
| ----- | ----- | ----- | ----- | ----- | ----- | ----- |
| 3 453 | 3 072 | 3 110 | 3 131 | 2 792 | 3 094 | 3 232 |

## Politique et administration

### Siège
Le siège de la communauté de communes est situé à Vernoux-en-Vivarais.

### Les élus
La communauté de communes est gérée par un conseil communautaire composé de 20 membres représentant chacune des communes membres.
Ils sont répartis comme suit : huit délégués pour la commune de Vernoux-en-Vivarais et deux pour les autres communes.

### Présidence
Le bureau communautaire est composé de la présidente, Martine Finiels, et de six vice-présidents, élus lors d'un conseil communautaire tenu en 2014.

### Compétences
L'intercommunalité exerce des compétences qui lui sont déléguées par les communes membres.
Ses deux compétences obligatoires sont :
- aménagement de l'espace : charte de développement et d'aménagement du territoire, schéma de cohérence territoriale et contrat de développement avec la région ;
- développement économique : aménagement, entretien et gestion de zones d'activités (zone artisanale de Greygnac), actions favorisant le maintien, le développement et l'accueil des activités agricoles, forestières, industrielles, artisanales, commerciales et tertiaires.

Les autres compétences sont les suivantes :
- action sociale d'intérêt communautaire : gestion d'un centre intercommunal d'action sociale, réflexion et mise en place d'une maison de santé ;
- sport : construction, aménagement, entretien et gestion d'équipements sportifs d'intérêt communautaire à Vernoux-en-Vivarais et Saint-Jean-Chambre ;
- culture : construction, aménagement, entretien et gestion d'équipements culturels d'intérêt communautaire à Vernoux-en-Vivarais, mise en œuvre d'une politique culturelle, etc. ;
- environnement : charte et actions visant à protéger l'environnement et à économiser l'énergie ;
- énergies : élaboration d'une politique énergétique, sensibilisation des acteurs locaux, etc. ;
- communications électroniques ;
- tourisme ;
- création, aménagement et entretien de la voirie.

### Régime fiscal et budget
La communauté de communes applique la fiscalité professionnelle unique.

### Source
- Base nationale sur l'intercommunalité